# Anna Caspari Agerholt
Anna Caspari Agerholt, född Caspari 25 juli 1892 i Kristiania, död 17 augusti 1943 i Oslo, var en norsk kvinnosakskämpe.
1917 blev hon filosofie kandidat. Caspari Agerholt var lektor i socialhistoria och norska vid Norske Kvinners Nasjonalråds kurser från 1925 och ledare för Norske kvinners nasjonalråds sosialskole 1931–1940. När skolan blev stängd i årsskiftet 1940/1941 av den tyska, nazistiska ockupationsmakten blev hon istället i en kort period sekreterare i Norske Kvinners Nasjonalråd. Hon var ordförande i Norske Kvinnelige Akademikeres Landsforbund 1932–1934. Caspari Agerholt skrev en omfattande bok om kvinnosaken i Norge, Den norske kvinnebevegelses historie (1937, ny upplaga 1973).
28 december 1923 gifte hon sig med Johan Agerholt (16.1.1890–30.6.1969).